# هارتمن شدل
هارتمن شدل (انگلیسی: Hartmann Schedel؛ زاده ۱۳ فوریهٔ ۱۴۴۰ درگذشته ۲۸ نوامبر ۱۵۱۴) یک مورخ اهل آلمان بود. 

## نگارخانه

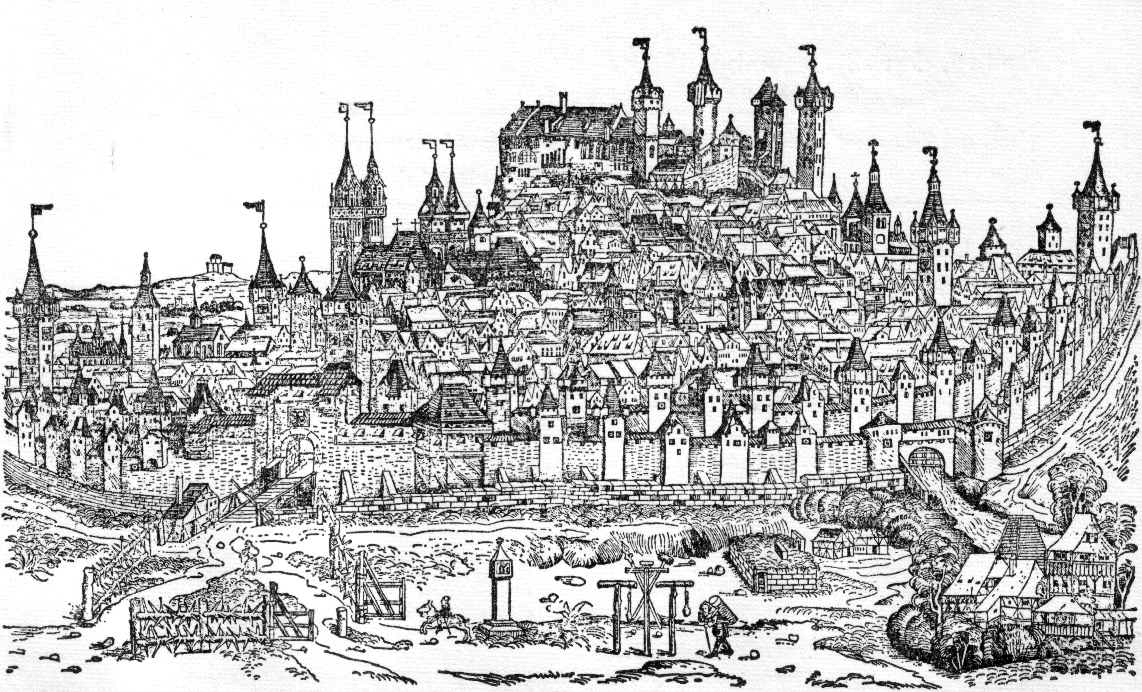
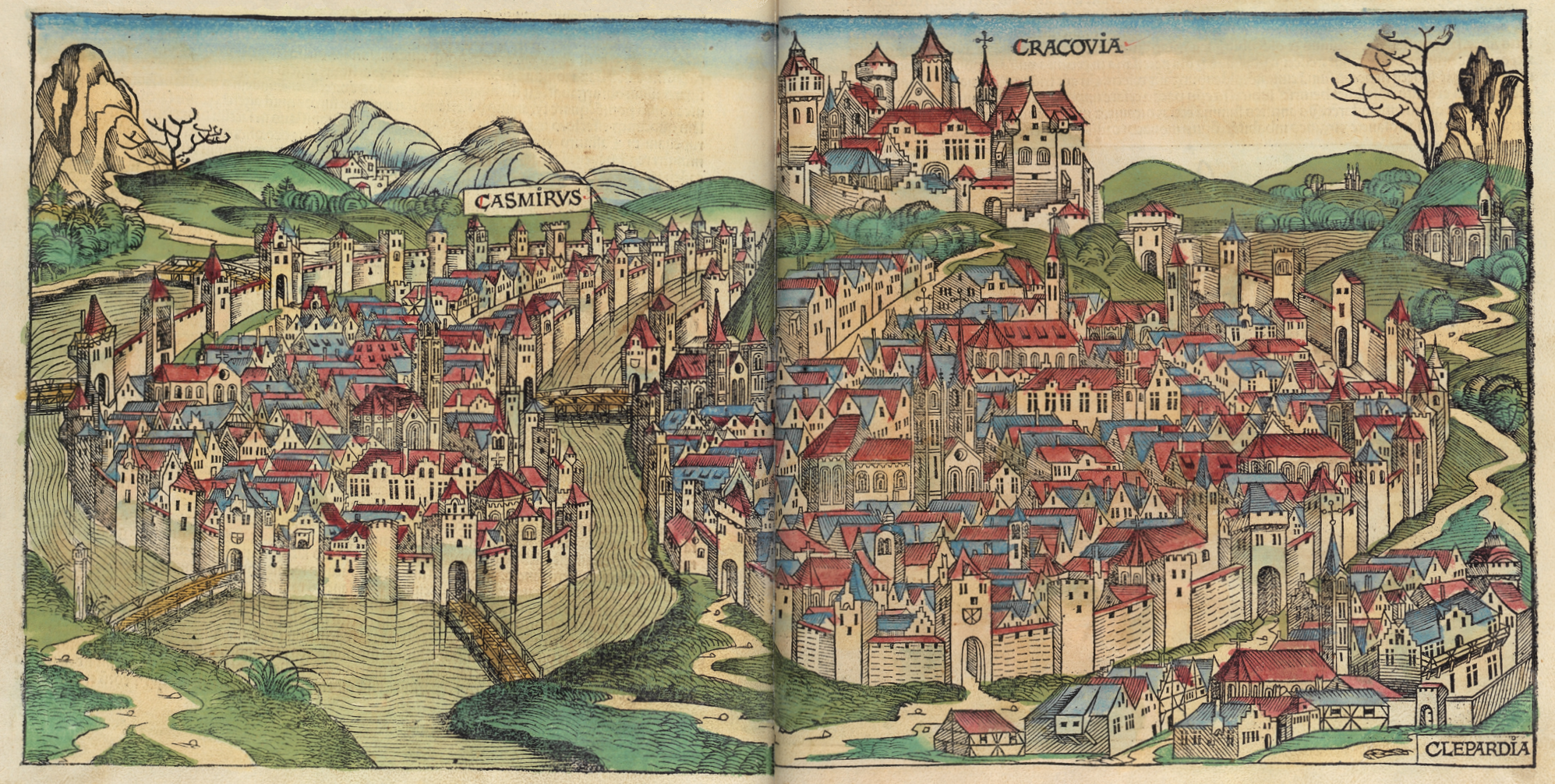
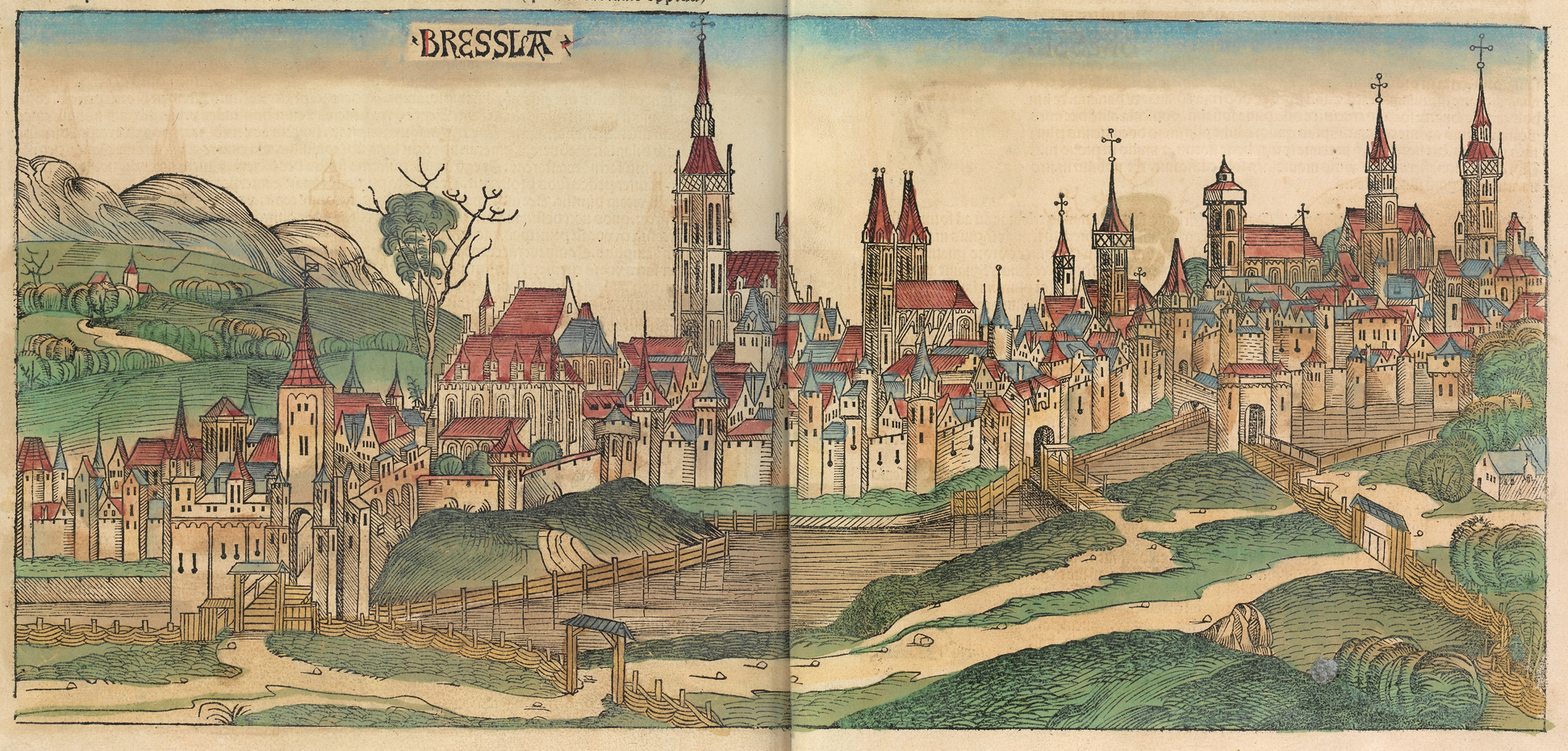
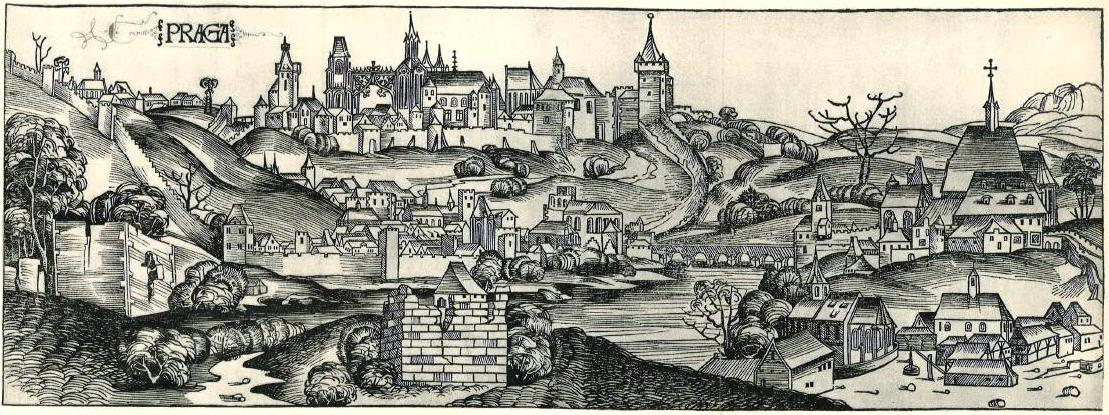
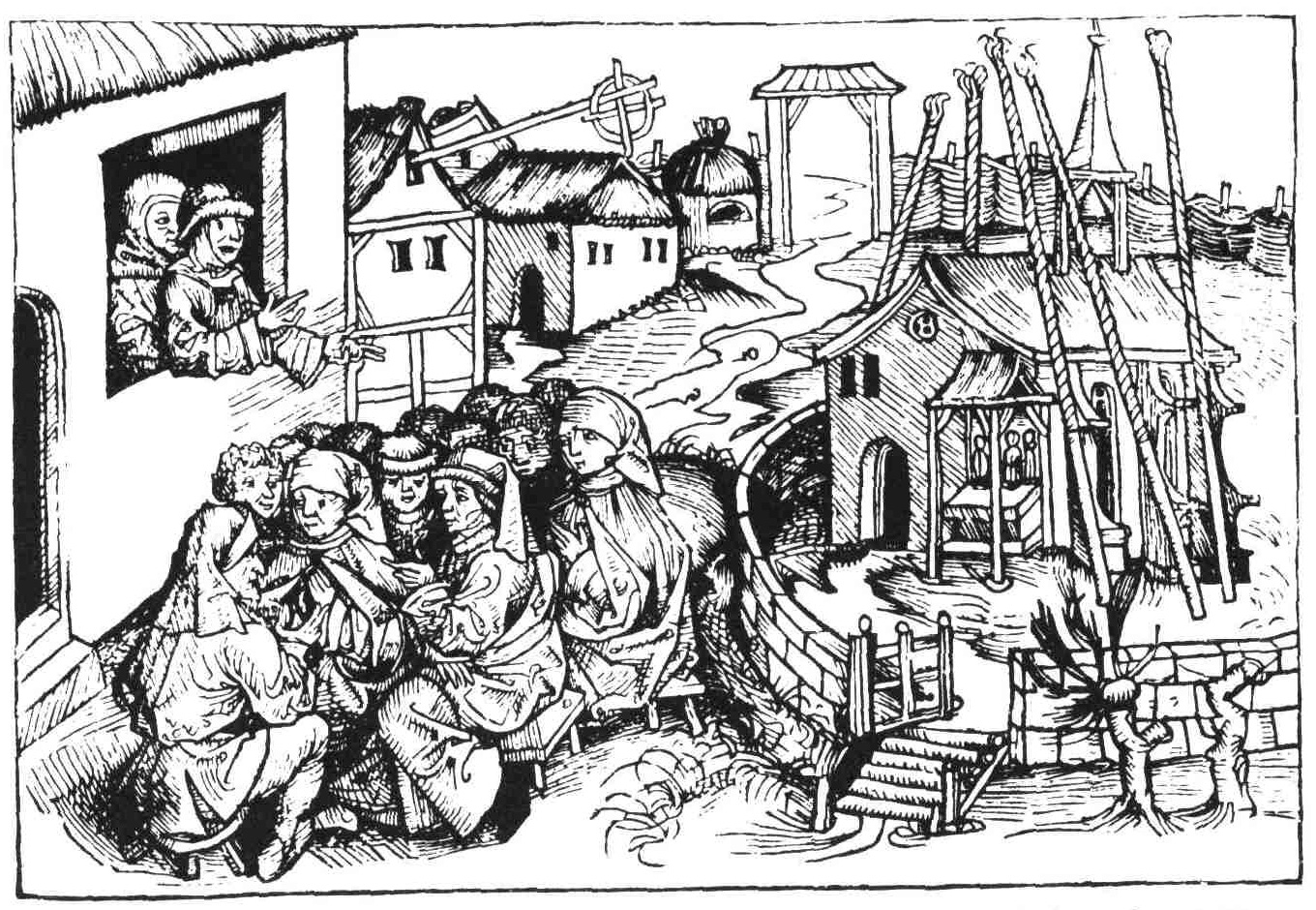
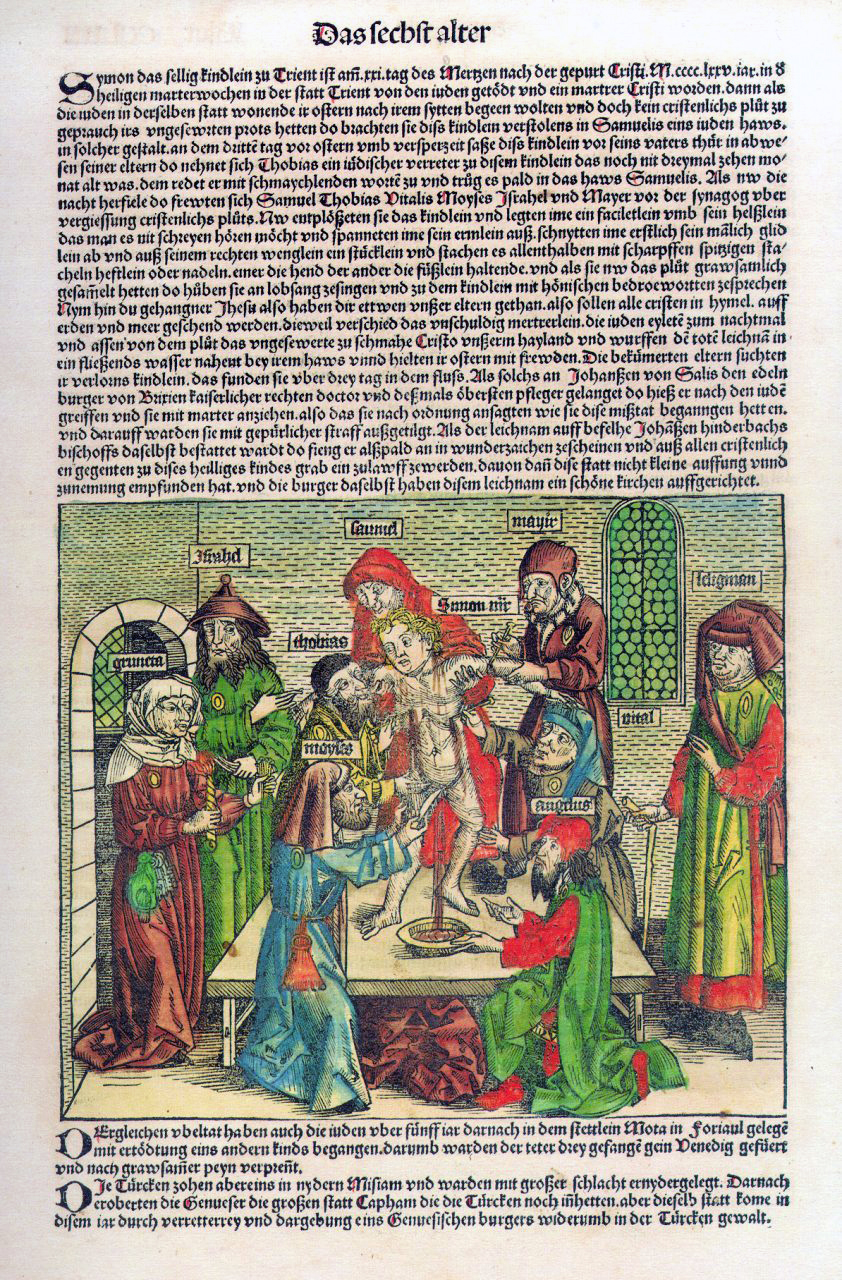
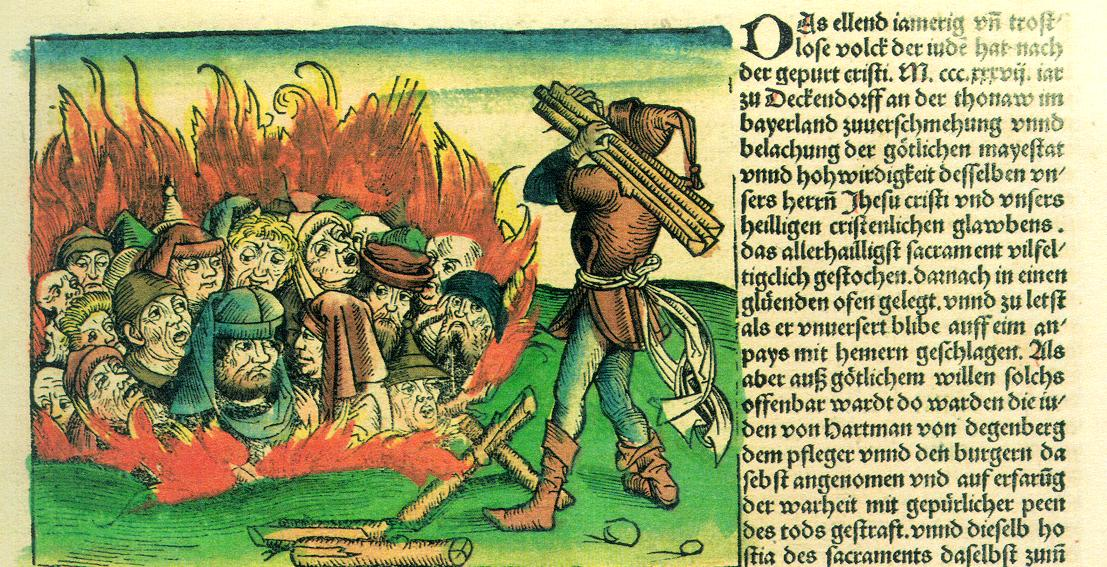
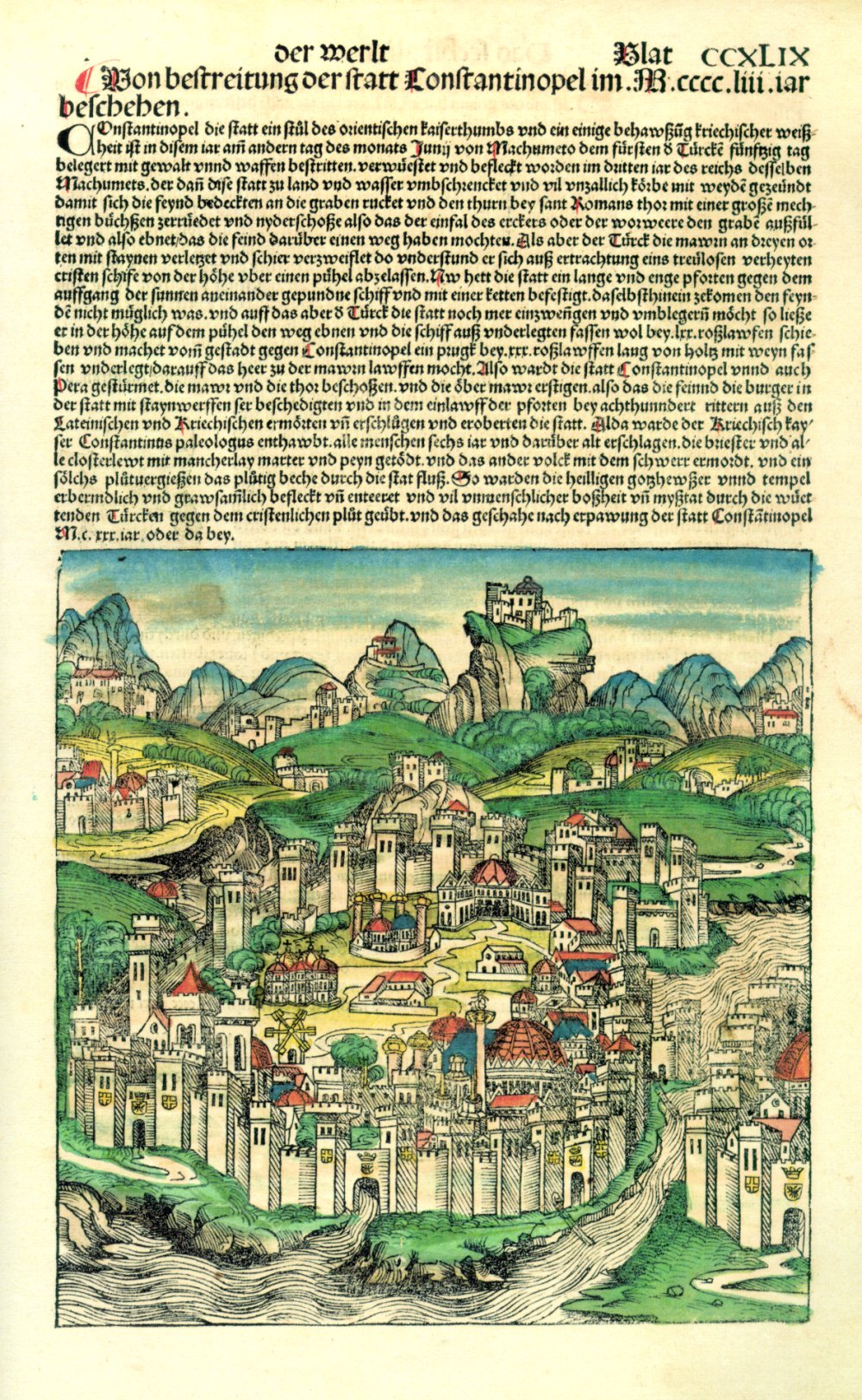
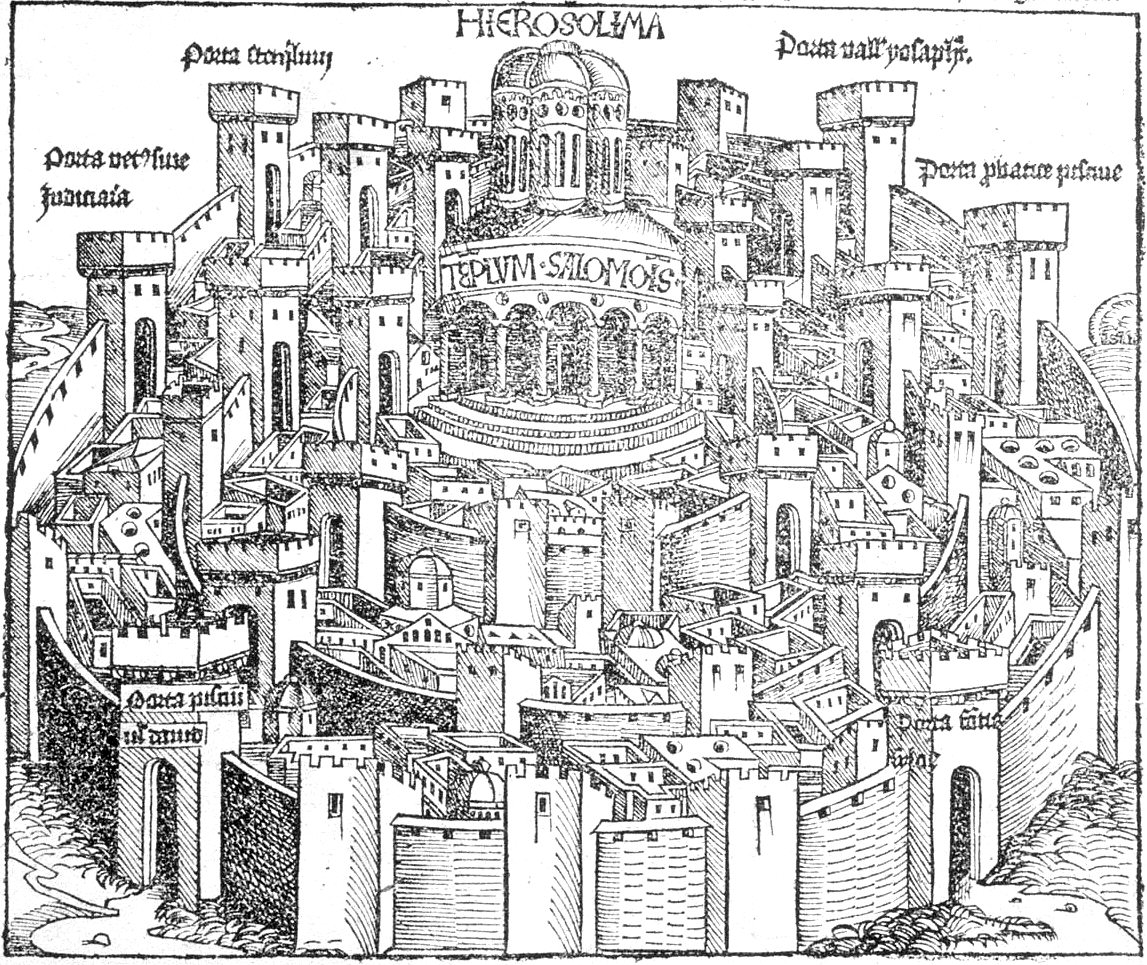
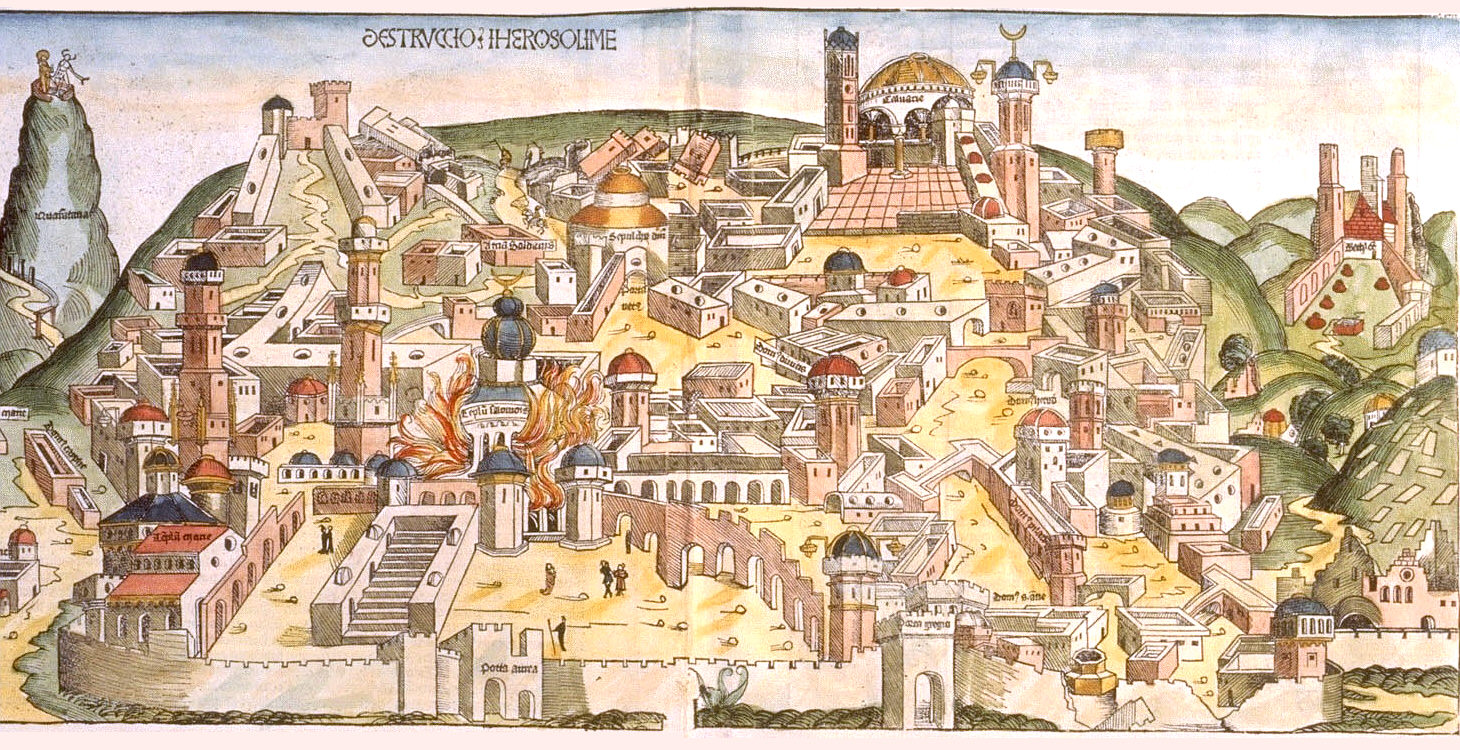
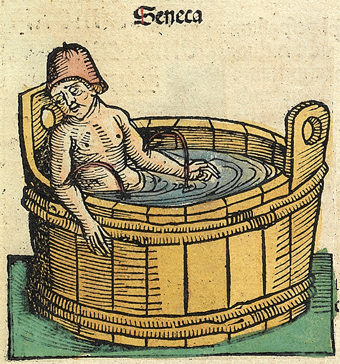
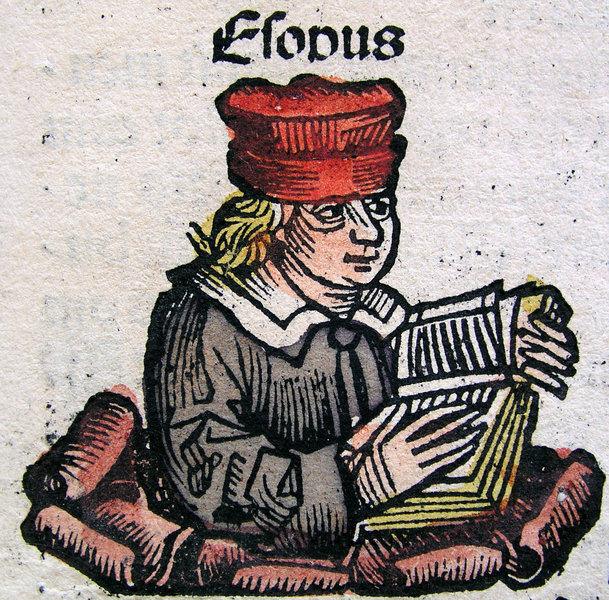